# Serie B 2017-2018 (calcio a 5)
La Serie B 2017-2018 è stata la 20ª edizione del campionato nazionale di calcio a 5 di terzo livello e la 28ª assoluta della categoria. La stagione regolare ha preso avvio il 5 ottobre 2017 e si è conclusa il 14 aprile 2018, prolungandosi fino al 26 maggio con la disputa delle partite di spareggio. Il calendario è stato reso noto il 21 agosto 2017.

## Regolamento
In anticipo di un anno rispetto a quanto previsto, e nonostante l'elevato numero di defezioni tra le squadre aventi diritto, la stagione corrente vede l'introduzione di un ottavo girone. Preso atto dell'iscrizione di appena 81 delle 98 società aventi diritto, e del ripescaggio dell'Ossi San Bartolomeo in Serie A2, la Divisione ha provveduto al ripescaggio di 11 società, fissando l'organico della categoria a 92 unità, 5 in meno della precedente edizione. L'allargamento della categoria costringe a rivedere i meccanismi di promozione e retrocessione; al termine della stagione, saranno promosse in Serie A2 le vincenti dei rispettivi gironi. Ulteriori dieci società saranno promosse al termine dei play-off. Retrocedono nei campionati regionali sei squadre, scese a cinque dopo la rinuncia del Porto San Giorgio e quindi a quattro dopo quella del Gymanstic Studio.

## Girone A

### Partecipanti
Il girone A comprende sei società lombarde, cinque piemontesi e la sola Aosta, retrocessa dopo cinque stagioni in Serie A2, a rappresentare la Valle d'Aosta. Dai campionati regionali sono stati promossi i campioni piemontesi del Time Warp, con sede a Savigliano, e i lombardi del Videoton Crema, entrambi all'esordio nella categoria. Il Futsal Monza ha rinunciato all'iscrizione, cessando l'attività sportiva. Si registra infine la modifica della denominazione sociale del CLD Carmagnola, ritornato "Elledì Carmagnola". In questa stagione il Lecco sconta 1 punto di penalizzazione in classifica per l'irregolarità nei pagamenti di un proprio tesserato nella stagione precedente.

### Classifica[13]
|  | Pos. | Squadra        | Pt | G  | V  | N | P  | GF  | GS  | DR  |
|  | ---- | -------------- | -- | -- | -- | - | -- | --- | --- | --- |
|  | 1.   | L84            | 53 | 22 | 17 | 2 | 3  | 125 | 54  | +71 |
|  | 2.   | Saints Pagnano | 48 | 22 | 15 | 3 | 4  | 129 | 78  | +51 |
|  | 3.   | Real Cornaredo | 40 | 22 | 22 | 4 | 6  | 125 | 93  | +32 |
|  | 4.   | Lecco          | 39 | 22 | 12 | 4 | 6  | 91  | 68  | +23 |
|  | 5.   | Città di Asti  | 37 | 22 | 10 | 7 | 5  | 102 | 67  | +35 |
|  | 6.   | Domus Bresso   | 34 | 22 | 10 | 4 | 8  | 105 | 97  | +8  |
|  | 7.   | Videoton Crema | 33 | 22 | 10 | 3 | 9  | 96  | 93  | +3  |
|  | 8.   | Fossano        | 26 | 22 | 8  | 2 | 12 | 78  | 89  | -11 |
|  | 9.   | Carmagnola     | 25 | 22 | 7  | 4 | 11 | 80  | 85  | -5  |
|  | 10.  | Aosta          | 19 | 22 | 6  | 1 | 15 | 58  | 88  | -30 |
|  | 11.  | Time Warp      | 18 | 22 | 6  | 0 | 16 | 72  | 156 | -84 |
|  | 12.  | Bergamo        | 6  | 22 | 2  | 0 | 20 | 51  | 144 | -93 |

### Verdetti
- L84 Volpiano e, dopo i play-off, Città di Asti promossi in Serie A2 2018-19.
- Time Warp non iscritto al campionato di Serie B 2018-19.

## Girone B

### Partecipanti
Il girone B comprende nove società provenienti dal Veneto e una ciascuna provenienti da Friuli-Venezia Giulia, Trentino e Lombardia. Maccan Prata, Olympia Rovereto e Petrarca, aggiudicatosi inoltre la fase nazionale della Coppa Italia regionale, hanno vinto i rispetti campionati regionali mentre Mantova e Città di Thiene (nato durante l'estate dalla fusione tra la squadra maschile del Luna Thiene e quella femminile della Thienese) hanno raggiunto la promozione tramite i play-off. Tutte le neopromosse sono al debutto in Serie B eccetto il Petrarca che fa ritorno nella categoria a cinque anni di distanza dall'ultima apparizione (2011-12).

### Classifica[13]
|  | Pos. | Squadra          | Pt | G  | V  | N | P  | GF  | GS  | DR  |
|  | ---- | ---------------- | -- | -- | -- | - | -- | --- | --- | --- |
|  | 1.   | Petrarca         | 55 | 22 | 18 | 1 | 3  | 146 | 61  | +85 |
|  | 2.   | Mantova          | 49 | 22 | 16 | 1 | 5  | 101 | 73  | +28 |
|  | 3.   | Villorba         | 41 | 22 | 13 | 2 | 7  | 110 | 98  | +12 |
|  | 4.   | Vicinalis        | 38 | 22 | 12 | 2 | 8  | 90  | 66  | +24 |
|  | 5.   | Città di Thiene  | 33 | 22 | 10 | 3 | 9  | 80  | 79  | +1  |
|  | 6.   | Città di Mestre  | 32 | 22 | 9  | 5 | 8  | 86  | 81  | +5  |
|  | 7.   | Fenice           | 31 | 22 | 10 | 1 | 11 | 79  | 91  | -12 |
|  | 8.   | Maccan Prata     | 30 | 22 | 9  | 3 | 10 | 75  | 82  | -7  |
|  | 9.   | Belluno          | 29 | 22 | 8  | 5 | 9  | 73  | 68  | +5  |
|  | 10.  | Cornedo          | 22 | 22 | 7  | 1 | 14 | 94  | 105 | -11 |
|  | 11.  | Vicenza          | 17 | 22 | 4  | 5 | 13 | 62  | 101 | -39 |
|  | 12.  | Olympia Rovereto | 3  | 22 | 0  | 3 | 19 | 53  | 144 | -91 |

### Verdetti
- Petrarca e, dopo i play-off, Mantova e Villorba promossi in Serie A2 2018-19.
- Olympia Rovereto retrocessa nella Serie C1 del Trentino-Alto Adige.
- Città di Thiene non iscritto al campionato di Serie B 2018-19.

## Girone C

### Partecipanti
Il girone C comprende sette società toscane, tre emiliane e una ligure. Dai campionati regionali sono stati promossi Elba '97 e Sant'Agata Bolognese, entrambi esordienti, mentre la domanda di iscrizione dei campioni liguri dell'Ospedaletti è stata bocciata dalla CoViSoD. Il girone lamenta inoltre la defezione della Fratelli Bari, retrocessa dalla Serie A2 ma unitasi durante l'estate con il Kaos Futsal. A parziale completamento dell'organico è stato ripescato il retrocesso CDM Genova. Il San Giusto rileva definitivamente il titolo dei Bulls Prato, ripristinando la propria denominazione. In seguito alla rinuncia del Porto San Giorgio, l'ultima classificata del girone C è qualificata direttamente al secondo turno dei play-out.

### Classifica[13]
|  | Pos. | Squadra        | Pt | G  | V  | N | P  | GF  | GS  | DR  |
|  | ---- | -------------- | -- | -- | -- | - | -- | --- | --- | --- |
|  | 1.   | Pistoia        | 53 | 20 | 17 | 2 | 1  | 98  | 35  | +63 |
|  | 2.   | Olimpia Regium | 51 | 20 | 17 | 0 | 3  | 126 | 60  | +66 |
|  | 3.   | CDM Genova     | 45 | 20 | 14 | 3 | 3  | 98  | 44  | +54 |
|  | 4.   | Sant'Agata     | 34 | 20 | 11 | 1 | 8  | 104 | 90  | +14 |
|  | 5.   | Bagnolo        | 28 | 20 | 8  | 4 | 8  | 94  | 81  | +13 |
|  | 6.   | Poggibonsese   | 26 | 20 | 8  | 2 | 10 | 56  | 75  | -19 |
|  | 7.   | Montecalvoli   | 23 | 20 | 7  | 2 | 11 | 69  | 100 | -31 |
|  | 8.   | Città di Massa | 21 | 20 | 5  | 6 | 9  | 55  | 74  | -19 |
|  | 9.   | Sangiovannese  | 20 | 20 | 6  | 2 | 12 | 78  | 98  | -20 |
|  | 10.  | San Giusto     | 14 | 20 | 4  | 2 | 14 | 54  | 84  | -30 |
|  | 11.  | Elba '97       | 3  | 20 | 1  | 0 | 19 | 40  | 131 | -91 |

### Verdetti
- Pistoia e, dopo i play-off, CDM Genova promossi in Serie A2 2018-19.
- San Giusto non iscritto al campionato di Serie B 2018-19; Elba '97 retrocessa nella Serie C1 della Toscana ma successivamente ripescata.

## Girone D

### Partecipanti
Il girone D comprende otto società marchigiane, tre romagnole e il solo Gadtch 2000, compagine perugina neopromossa, a rappresentare l'Umbria. Anche il Futsal Cobà ha vinto il proprio campionato regionale e darà vita insieme al Porto San Giorgio (la nuova proprietà ha interrotto la sinergia con il Potenza Picena, riportando la squadra al PalaSavelli) a un inedito derby cittadino. L'organico è affetto da alcune defezioni: il Castello, retrocesso dalla Serie A2, durante l'estate si è fuso con l'Imola mentre Angelana (la società ha dismesso la sezione maschile, proseguendo l'attività di quella femminile) e Todi non hanno presentato domanda di iscrizione. A parziale completamento, è stato ripescato il retrocesso Eta Beta. In seguito alla rinuncia del Porto San Giorgio, il girone D non prevede retrocessioni.

### Classifica[13]
|  | Pos. | Squadra           | Pt | G  | V  | N | P  | GF  | GS  | DR  |
|  | ---- | ----------------- | -- | -- | -- | - | -- | --- | --- | --- |
|  | 1.   | Porto San Giorgio | 48 | 20 | 15 | 3 | 2  | 86  | 50  | +36 |
|  | 2.   | Buldog Lucrezia   | 46 | 20 | 15 | 1 | 4  | 87  | 46  | +41 |
|  | 3.   | Cobà              | 44 | 20 | 13 | 6 | 1  | 102 | 44  | +58 |
|  | 4.   | Eta Beta          | 35 | 20 | 10 | 5 | 5  | 61  | 44  | +17 |
|  | 5.   | CUS Ancona        | 34 | 20 | 11 | 1 | 8  | 73  | 53  | +20 |
|  | 6.   | TS Cesena         | 32 | 20 | 10 | 2 | 8  | 83  | 72  | +11 |
|  | 7.   | Faventia          | 22 | 20 | 7  | 1 | 12 | 59  | 93  | -34 |
|  | 8.   | Fano              | 17 | 20 | 5  | 2 | 13 | 62  | 84  | -22 |
|  | 9.   | Corinaldo         | 14 | 20 | 4  | 2 | 14 | 55  | 88  | -33 |
|  | 10.  | Gadtch 2000       | 13 | 20 | 4  | 1 | 15 | 54  | 104 | -50 |
|  | 11.  | Forlì             | 11 | 20 | 3  | 2 | 15 | 37  | 81  | -44 |
|  | −    | Porto San Giorgio | −  | −  | −  | − | −  | −   | −   | −   |

### Verdetti
- Tenax e, dopo i play-off, Cobà promossi in Serie A2 2018-19.
- Porto San Giorgio escluso dal campionato per cessazione dell'attività agonistica con decorrenza immediata (2ª giornata)[20]. L'unica gara disputa dalla società non è stata considerata valida ai fini della classifica. Nelle rimanenti partite, le società che avrebbero dovuto incontrare il Porto San Giorgio osservano un turno di riposo[21].
- Fano e Forlì non iscritti al campionato di Serie B 2018-19.

## Girone E

### Partecipanti
Il girone E comprende nove società laziali e due sarde. Dalle categorie regionali sono stati promossi i romani di Atletico New Team e Virtus Aniene (vincitori dei due gironi di Serie C1 del Lazio), il Cagliari 2000 (impostosi nel campionato sardo) e la Polisportiva Forte Colleferro che invece ha guadagnato l'accesso tramite i play-off nazionali. L'Ossi San Bartolomeo è stato ripescato in Serie A2 mentre la Capitolina Marconi, retrocessa dalla categoria superiore, ha cessato l'attività: il titolo sportivo è stato acquisito dalla neonata "Cioli Ariccia Valmontone". A completamento dell'organico sono stati ripescati i cagliaritani del PGS Club San Paolo e la retrocessa Active Network. La Virtus Aniene durante l'estate ha unito le forze con la storica Roma 3Z, assumendone i colori sociali. Tutte le società provenienti dai campionati regionali sono al debutto in Serie B eccetto la Forte Colleferro la cui ultima partecipazione risaliva alla stagione 2004-05. In seguito alla rinuncia del Gymnastic Studio, il girone E non prevede retrocessioni. In seguito all'inchiesta avviata lo scorso anno relativa alla falsificazione dei passaporti di alcuni giocatori, in data 28 febbraio la sezione disciplinare del Tribunale Federale Nazionale sanzionava la società ASD AM Insieme Ferentino con la penalizzazione di 1 punto in classifica da scontare nel campionato in corso.

### Classifica[13]
|  | Pos. | Squadra           | Pt | G  | V  | N | P  | GF | GS  | DR  |
|  | ---- | ----------------- | -- | -- | -- | - | -- | -- | --- | --- |
|  | 1.   | Virtus Aniene 3Z  | 46 | 18 | 15 | 1 | 2  | 99 | 55  | +54 |
|  | 2.   | Cioli AV          | 40 | 18 | 13 | 1 | 4  | 82 | 48  | +34 |
|  | 3.   | Mirafin           | 38 | 18 | 12 | 2 | 3  | 69 | 37  | +32 |
|  | 4.   | Brillante Torrino | 31 | 18 | 10 | 1 | 7  | 66 | 49  | +17 |
|  | 5.   | Atletico New Team | 29 | 18 | 9  | 2 | 7  | 72 | 56  | +16 |
|  | 6.   | Active Network    | 27 | 18 | 8  | 3 | 7  | 75 | 73  | +2  |
|  | 7.   | Forte Colleferro  | 21 | 18 | 6  | 3 | 9  | 46 | 55  | -9  |
|  | 8.   | Cagliari 2000     | 16 | 18 | 5  | 1 | 12 | 54 | 82  | -28 |
|  | 9.   | Ferentino         | 12 | 18 | 4  | 1 | 13 | 58 | 95  | -37 |
|  | 10.  | Club San Paolo    | 1  | 18 | 0  | 1 | 17 | 24 | 105 | -81 |
|  | −    | Gymnastic Studio  | −  | −  | −  | − | −  | −  | −   | −   |

### Verdetti
- Virtus Aniene 3Z e, dopo i play-off, Cioli Ariccia Valmontone e Mirafin promosse in Serie A2 2018-19.
- Gymnastic Studio escluso dal campionato per cessazione dell'attività agonistica con decorrenza immediata (8ª giornata)[27]. Le gare dispute dalla società non sono state considerate valida ai fini della classifica. Nelle rimanenti partite, le società che avrebbero dovuto incontrare il Gymnastic Studio osservano un turno di riposo[28].
- Brillante Torrino, Cagliari 2000 e Insieme AM Ferentino non iscritti al campionato di Serie B 2018-19.

## Girone F

### Partecipanti
Il girone F comprende sette società pugliesi, tre abruzzesi e due molisane. Dopo una sola stagione in Serie A2, fa ritorno nella categoria la Real Dem mentre il Futsal Altamura è stato ripescato dalla Serie C1 pugliese, così come il retrocesso Ruvo, per completare un organico deficitario: sfumata la fusione con la Salinis, il Futsal Barletta ha rinunciato alla Serie B, ripartendo dalla C1 come Futsal Bat; il Montesilvano ha cessato l'attività della propria sezione maschile, tra le più longeve e blasonate d'Italia; il Circolo La Nebbia, vincitore della Serie C1 molisana ha unito le forze con il CUS Molise; il Real Guardiagrele, impostosi nel campionato abruzzese non ha presentato domanda di iscrizione. In seguito alla rinuncia del Gymanstic Studio, l'ultima classificata del girone F è qualificata direttamente al secondo turno dei play-out.

### Classifica[13]
|  | Pos. | Squadra            | Pt | G  | V  | N | P  | GF  | GS  | DR   |
|  | ---- | ------------------ | -- | -- | -- | - | -- | --- | --- | ---- |
|  | 1.   | Tombesi            | 58 | 22 | 19 | 1 | 2  | 116 | 58  | +58  |
|  | 2.   | Atletico Cassano   | 45 | 22 | 14 | 3 | 5  | 101 | 64  | +37  |
|  | 3.   | Sagittario Pratola | 44 | 22 | 14 | 2 | 6  | 127 | 87  | +40  |
|  | 4.   | Chaminade          | 41 | 22 | 13 | 2 | 7  | 105 | 84  | +21  |
|  | 5.   | Manfredonia        | 35 | 22 | 10 | 5 | 7  | 75  | 65  | +10  |
|  | 6.   | CUS Molise         | 33 | 22 | 10 | 3 | 9  | 81  | 68  | +13  |
|  | 7.   | Canosa             | 30 | 22 | 9  | 3 | 10 | 117 | 119 | -2   |
|  | 8.   | Giovinazzo         | 27 | 22 | 8  | 3 | 11 | 95  | 92  | +3   |
|  | 9.   | Ruvo               | 26 | 22 | 8  | 2 | 12 | 92  | 108 | -16  |
|  | 10.  | Capurso            | 20 | 22 | 6  | 2 | 14 | 64  | 97  | -33  |
|  | 11.  | Altamura           | 14 | 22 | 3  | 5 | 14 | 66  | 97  | -31  |
|  | 12.  | Real Dem           | 7  | 22 | 2  | 1 | 18 | 58  | 158 | -100 |

### Verdetti
- Tombesi e, dopo i play-off, Atletico Cassano promossi in Serie A2 2018-19.
- Sagittario Pratola non iscritto al campionato di Serie B 2018-19; Real Dem retrocessa nella Serie C1 dell'Abruzzo, ma successivamente ripescata.

## Girone G

### Partecipanti
Il girone G comprende sei società campane, tre pugliesi e due lucane. Dalle categorie regionali sono stati promossi Lausdomini e Or.Sa. Aliano, vincitori dei rispettivi campionati ma non il Football Five Locorotondo che ha cessato l'attività sportiva. Anche il Saviano ha chiuso i battenti, cedendo il proprio titolo sportivo agli avellinesi della Sandro Abate, mentre il Matera, retrocesso dalla Serie A2, è ripartito dalla Serie C1. A completamento dell'organico sono stati ripescati Athletic Football (noto informalmente come "Caserta Futsal"), Futsal Fuorigrotta, New Taranto e Volare Polignano.

### Classifica[13]
|  | Pos. | Squadra            | Pt | G  | V  | N | P  | GF  | GS  | DR  |
|  | ---- | ------------------ | -- | -- | -- | - | -- | --- | --- | --- |
|  | 1.   | Marigliano         | 55 | 20 | 18 | 1 | 1  | 115 | 48  | +67 |
|  | 2.   | Sandro Abate       | 49 | 20 | 16 | 1 | 3  | 89  | 42  | +47 |
|  | 3.   | Alma Salerno       | 40 | 20 | 13 | 1 | 6  | 102 | 78  | +24 |
|  | 4.   | Fuorigrotta        | 39 | 20 | 12 | 3 | 5  | 87  | 51  | +36 |
|  | 5.   | Lausdomini         | 35 | 20 | 11 | 2 | 7  | 80  | 78  | +2  |
|  | 6.   | Bernalda           | 32 | 20 | 10 | 2 | 8  | 100 | 90  | +10 |
|  | 7.   | Athletic Football  | 21 | 20 | 6  | 3 | 11 | 66  | 71  | -5  |
|  | 8.   | Volare Polignano   | 20 | 20 | 5  | 5 | 10 | 64  | 81  | -17 |
|  | 9.   | New Taranto        | 12 | 20 | 4  | 0 | 16 | 67  | 106 | -39 |
|  | 10.  | Or.Sa. Aliano      | 11 | 20 | 3  | 2 | 15 | 45  | 103 | -58 |
|  | 11.  | Azzurri Conversano | 6  | 20 | 2  | 0 | 18 | 60  | 127 | -67 |

### Verdetti
- Marigliano e, dopo i play-off, Sandro Abate promossi in Serie A2 2018-19.
- Azzurri Conversano retrocessa nella Serie C1 della Puglia.
- Athletic Football non iscritto al campionato di Serie B 2018-19.

## Girone H

### Partecipanti
L'inedito girone H comprende sei società siciliane, quattro calabresi e una lucana. Dopo quattro stagioni in Serie A2, fa ritorno nella categoria il Catania mentre Real Parco e Mascalucia, entrambi esordienti, provengono dalla Serie C1 siciliana: gli altofontini hanno guadagnato la promozione attraverso la vittoria del campionato mentre gli etnei, vincitori della Coppa Italia regionale, hanno beneficiato della modifica al regolamento della fase nazionale della competizione che assegna la promozione in palio alla finalista oppure a una delle due semifinaliste, qualora la vincitrice risulti già ammessa in Serie B. Lo United Capaci, vincitore dei play-off nazionali, ha rinunciato all'iscrizione così come l'Atletico Cetraro, vincitore della Serie C1 calabrese. Alle defezioni si aggiungono quelle di Catanzaro, radiato nel corso del precedente campionato di Serie A2, e dell'Edilferr Cittanova. A parziale completamento dell'organico, è stato ripescato il retrocesso Cataforio, che ha aggiustato la propria denominazione in "Cataforio C5 Reggio Calabria". In seguito all'inchiesta avviata lo scorso anno relativa alla falsificazione dei passaporti di alcuni giocatori, in data 28 febbraio la sezione disciplinare del Tribunale Federale Nazionale sanzionava la società ASD AM Real Rogit con la penalizzazione di 1 punto in classifica da scontare nel campionato in corso.

### Classifica[13]
|  | Pos. | Squadra             | Pt | G  | V  | N | P  | GF  | GS  | DR  |
|  | ---- | ------------------- | -- | -- | -- | - | -- | --- | --- | --- |
|  | 1.   | Real Cefalù         | 54 | 20 | 18 | 0 | 2  | 112 | 44  | +68 |
|  | 2.   | C.M.B.              | 49 | 20 | 16 | 1 | 3  | 145 | 61  | +84 |
|  | 3.   | Real Rogit          | 43 | 20 | 14 | 2 | 4  | 89  | 50  | +39 |
|  | 4.   | Paola               | 37 | 20 | 12 | 1 | 7  | 86  | 66  | +20 |
|  | 5.   | Assoporto Melilli   | 35 | 20 | 11 | 2 | 7  | 83  | 73  | +10 |
|  | 6.   | Regalbuto           | 26 | 20 | 7  | 5 | 8  | 73  | 79  | -6  |
|  | 7.   | Cataforio           | 19 | 20 | 6  | 1 | 13 | 70  | 80  | -10 |
|  | 8.   | Polisportiva Futura | 16 | 20 | 4  | 4 | 12 | 45  | 75  | -30 |
|  | 9.   | Catania Librino     | 16 | 20 | 5  | 1 | 14 | 52  | 104 | -52 |
|  | 10.  | Real Parco          | 13 | 20 | 4  | 1 | 15 | 82  | 148 | -66 |
|  | 11.  | Mascalucia          | 12 | 20 | 4  | 0 | 16 | 49  | 106 | -57 |

### Verdetti
- Real Cefalù e, dopo i play-off, Comprensorio Medio Basento promossi in Serie A2 2018-19.
- Real Rogit ripescato in Serie A2 2018-19.

## Play-off

### Formula[40]
Ai play-off sono qualificate tutte le squadre giunte dalla seconda alla quinta posizione di ciascun girone. I play-off sono articolati in quattro turni a eliminazione diretta. Eccetto i primi due, organizzati con gare di andata e ritorno, tutti gli altri incontri sono disputati con gare di sola andata in casa della squadra meglio classificata. Accedono al turno successivo le squadre che ottengono il maggior punteggio. In caso di parità sono disputati due tempi supplementari di 5 minuti ciascuno. Qualora la parità sussista anche al termine di questi sarà considerata vincente la squadra in migliore posizione di classifica al termine della stagione regolare, tranne dal terzo turno dove si procede all'effettuazione dei tiri di rigore.

### Primo turno
Nel primo turno si affrontano tutte le squadre che hanno ottenuto l'accesso ai play-off. Gli incontri di andata si sono svolti il 21 e il 23 aprile, quelli di ritorno il 28 aprile 2018 a campi invertiti.
| Squadra 1         | Totale  | Squadra 2          | Andata | Ritorno     |
| ----------------- | ------- | ------------------ | ------ | ----------- |
| Città di Asti     | 13 - 10 | Saints Pagnano     | 5 - 3  | 8 - 7 (dts) |
| Lecco             | 5 - 6   | Real Cornaredo     | 2 - 3  | 3 - 3       |
| Città di Thiene   | 4 - 18  | Mantova            | 2 - 8  | 2 - 10      |
| Vicinalis         | 5 - 6   | Villorba           | 0 - 2  | 5 - 4       |
| Bagnolo           | 8 - 16  | Olimpia Regium     | 3 - 9  | 5 - 7       |
| Sant'Agata        | 5 - 16  | CDM Genova         | 3 - 7  | 2 - 9       |
| CUS Ancona        | 6 - 4   | Buldog Lucrezia    | 3 - 3  | 3 - 1       |
| Eta Beta          | 2 - 9   | Cobà               | 0 - 3  | 2 - 6       |
| Atletico New Team | 4 - 11  | Cioli AV           | 2 - 8  | 2 - 3       |
| Brillante Torrino | 3 - 6   | Mirafin            | 2 - 2  | 1 - 4       |
| Manfredonia       | 4 - 7   | Atletico Cassano   | 3 - 2  | 1 - 5       |
| Chaminade         | 4 - 8   | Sagittario Pratola | 2 - 2  | 2 - 6       |
| Lausdomini        | 6 - 17  | Sandro Abate       | 4 - 8  | 2 - 9       |
| Napoli            | 6 - 5   | Alma Salerno       | 3 - 3  | 3 - 2       |
| Assoporto Melilli | 7 - 15  | C.M.B.             | 3 - 7  | 4 - 8       |
| Paola             | 11 - 7  | Real Rogit         | 6 - 5  | 5 - 2       |

### Secondo turno
Nel secondo turno si affrontano le vincenti del turno precedente, si sono giocate il 5 e il 12 maggio 2018. Le 8 vincitrici saranno promosse in Serie A2.
| Squadra 1          | Totale | Squadra 2        | Andata | Ritorno |
| ------------------ | ------ | ---------------- | ------ | ------- |
| Città di Asti      | 10 - 9 | Real Cornaredo   | 7 - 3  | 3 - 6   |
| Villorba           | 9 - 13 | Mantova          | 4 - 5  | 5 - 8   |
| CDM Genova         | 9 - 6  | Olimpia Regium   | 3 - 3  | 6 - 3   |
| CUS Ancona         | 4 - 5  | Cobà             | 0 - 2  | 4 - 3   |
| Mirafin            | 7 - 9  | Cioli AV         | 5 - 5  | 2 - 4   |
| Sagittario Pratola | 4 - 11 | Atletico Cassano | 3 - 3  | 1 - 8   |
| Napoli             | 2 - 14 | Sandro Abate     | 0 - 4  | 2 - 10  |
| Paola              | 6 - 8  | C.M.B.           | 3 - 4  | 3 - 4   |

### Terzo turno
Nel terzo turno, disputato il 19 maggio in gara unica, si affrontano le perdenti del turno precedente.
| Squadra 1      | Risultato | Squadra 2          |
| -------------- | --------- | ------------------ |
| Villorba       | 7 - 3     | Real Cornaredo     |
| Olimpia Regium | 8 - 7     | CUS Ancona         |
| Mirafin        | 6 - 1     | Sagittario Pratola |
| Napoli         | 1 - 5     | Paola              |

### Quarto turno
Nel quarto turno, disputato il 26 maggio in gara unica, si affrontano le vincenti del turno precedente.
| Squadra 1      | Risultato | Squadra 2 |
| -------------- | --------- | --------- |
| Olimpia Regium | 1 - 7     | Villorba  |
| Mirafin        | 6 - 0     | Paola     |

## Play-out

### Formula[40]
Ai play-out sono qualificate tutte le squadre giunte all'ultima posizione di ciascun girone. I play-out sono articolati in due turni a eliminazione diretta, organizzati con gare di andata e ritorno. Accedono al turno successivo le squadre che ottengono il maggior punteggio. In caso di parità sono disputati due tempi supplementari di 5 minuti ciascuno. Qualora la parità sussista anche al termine di questi si procede all'effettuazione dei tiri di rigore.

### Primo turno
In seguito alle rinunce di Porto San Giorgio e Gymanstic Studio, nel primo turno si affrontano le ultime classificate dei gironi A, B, G e H. Gli incontri si sono disputati il 21 e il 28 aprile 2018. Le società sconfitte retrocedono nel campionato regionale di competenza.
| Squadra 1          | Totale | Squadra 2  | Andata | Ritorno         |
| ------------------ | ------ | ---------- | ------ | --------------- |
| Olympia Rovereto   | 8 - 8  | Bergamo    | 5 - 4  | 3 - 4 (4-5 dcr) |
| Azzurri Conversano | 9 - 11 | Mascalucia | 3 - 5  | 6 - 6           |

### Secondo turno
Nel secondo turno le vincenti del turno precedente affrontano le ultime classificate dei gironi C e F. Gli incontri si sono disputati il 5, il 12 e il 19 maggio 2018. Le società sconfitte retrocedono nel campionato regionale di competenza.
| Squadra 1 | Totale | Squadra 2  | Andata | Ritorno |
| --------- | ------ | ---------- | ------ | ------- |
| Elba '97  | 4 - 8  | Bergamo    | 0 - 6  | 4 - 2   |
| Real Dem  | 9 - 13 | Mascalucia | 7 - 5  | 2 - 8   |